# 加須羽生バイパス

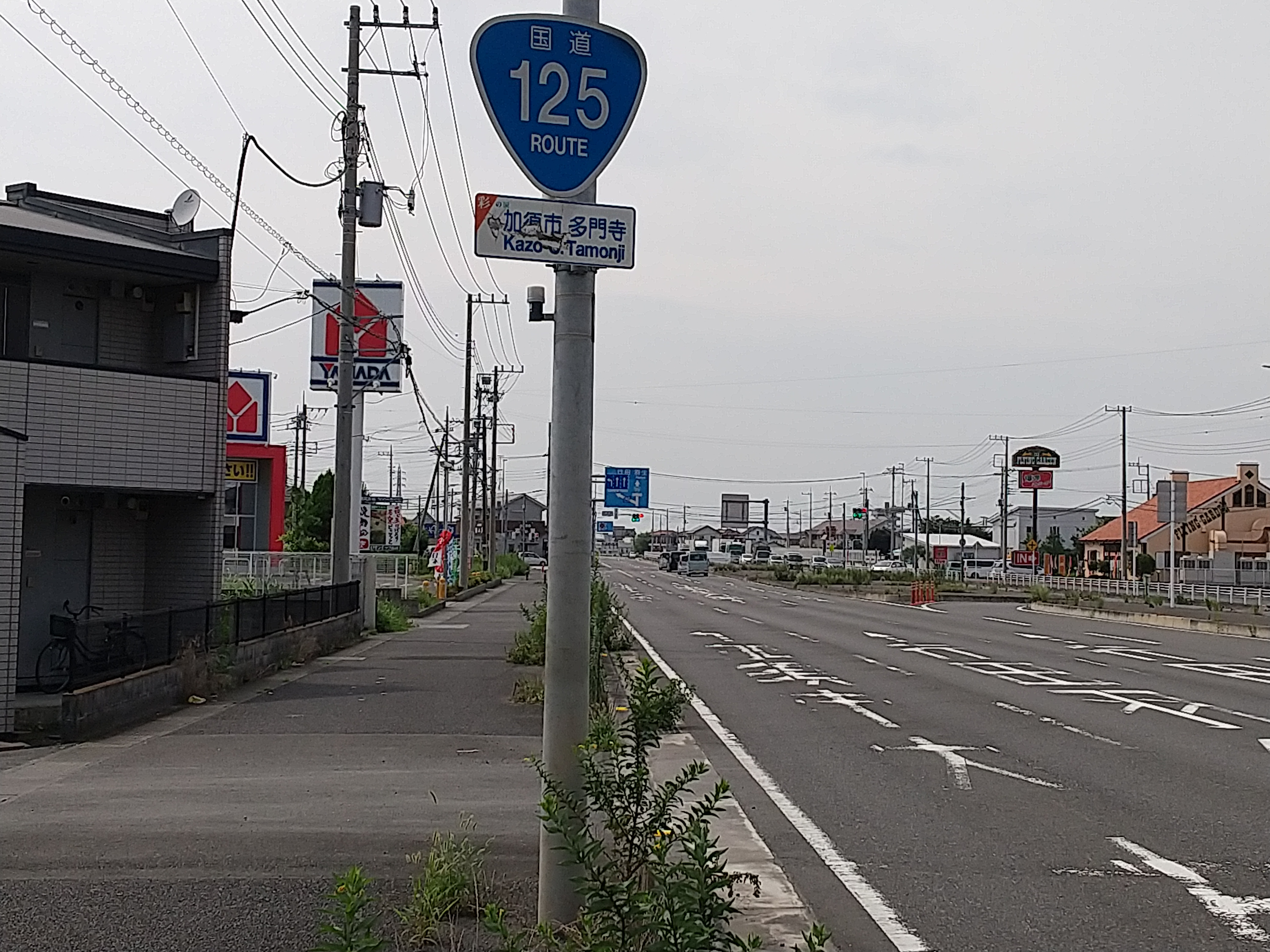
加須市多門寺付近

加須羽生バイパス（かぞはにゅうバイパス）は、埼玉県加須市多門寺交差点から羽生市下川崎交差点を結ぶ国道125号のバイパス道路である。なお、2018年7月に現道化した（並行する旧道を埼玉県道38号加須鴻巣線に転換）。

## 名称
地元住民には第2バイパスや新バイパスと呼ばれる事がある。
これは、現在の本道と愛宕交差点で分かれ、南篠崎交差点で合流する埼玉県道152号加須幸手線がかつての国道125号の本道であり、その北方を迂回する形で通る現在の本道が「加須バイパス」というバイパス道路として建設され、国道指定が変更されたという経緯がある為である。（すなわち、加須羽生バイパスは「バイパスのバイパス」という位置付けとなる）

## 概要
上述した通り、加須市の中心部は旧国道の埼玉県道152号加須幸手線と現在の国道本道である加須バイパスが平行して横断している。だが、旧国道は丁字路の交差点と信号が多く自動車の動線が複雑であり、加須バイパスも同市の中心道路であり交通量が非常に多く信号機・ロードサイド店舗も多いため、いずれも自動車の渋滞が多発していた事から、加須バイパスのさらに北方を迂回する形でこの道路が計画された。国道125号本道とは500〜1000mほどの間隔をあけて並走している。
1996年に羽生市の須影交差点（国道122号）から加須市の三俣交差点（埼玉県道46号加須北川辺線）までが暫定2車線として部分開通したが、多門寺交差点までの区間が進捗せず、前述する県道の三俣交差点から睦町交差点の区間がバイパスを通る車両により混雑していた。しかし、加須市内の残り1.4km（三俣交差点〜多門寺交差点）が2007年3月10日に開通し、全線開通となった。
また、2013年3月22日には加須市不動岡地区から多門寺交差点までの4車線化が完了し、既4車線区間と接続された。なお下川崎交差点 - 不動岡地区までは暫定2車線である。終点の多門寺交差点ではバイパスが直進路となっている。

## 沿線風景
建設時は周りには田園しかなく、その後もホームセンターである島忠程度しかなかったが、2005年頃に三俣交差点付近に書店や飲食店などが立ち並ぶようになった。2007年時点で羽生市〜加須市不動岡、三俣交差点 - 多門寺交差点辺りまでは田園地帯になっている。その途中、2014年には加須警察署の隣にあった加須消防署が、沿道から少し入った場所へ移転している。

## 接続するバイパス
- 国道125号行田バイパス
下川崎交差点から国道122号と重複し、須影交差点で接続する。2007年秋のイオンモール羽生の開業以降は連休時やお盆期間、年末年始に渋滞が頻発している。

## 地理

### 通過市町村
- 埼玉県
  - 加須市 - 羽生市

### 交差道路
| 交差する道路                | 交差する道路                | 交差点名 | 所在地           |
| --------------------------- | --------------------------- | -------- | ---------------- |
| 埼玉県道152号加須幸手線     | -                           | 加須市   | 多門寺           |
| 埼玉県道149号加須菖蒲線     | 埼玉県道46号加須北川辺線    | 加須市   | 三俣             |
| （やぐるま街道）            | （やぐるま街道）            | 加須市   | 加須市役所北     |
| 埼玉県道366号三田ヶ谷礼羽線 | 埼玉県道366号三田ヶ谷礼羽線 | 加須市   | 不動岡小学校入口 |
| 埼玉県道129号加須羽生線     | 埼玉県道129号加須羽生線     | 羽生市   | 町屋             |
| 国道122号                   | 国道122号                   | 羽生市   | 下川崎           |

### 周辺の施設
- 極楽湯 羽生温泉
- ワークマン 加須店
- ロヂャース 加須店
- ファッションセンターしまむら 加須店
- ヤマダ電機 テックランド加須店
- ステーキのどん 加須店
- ゲオ 加須店

## ギャラリー

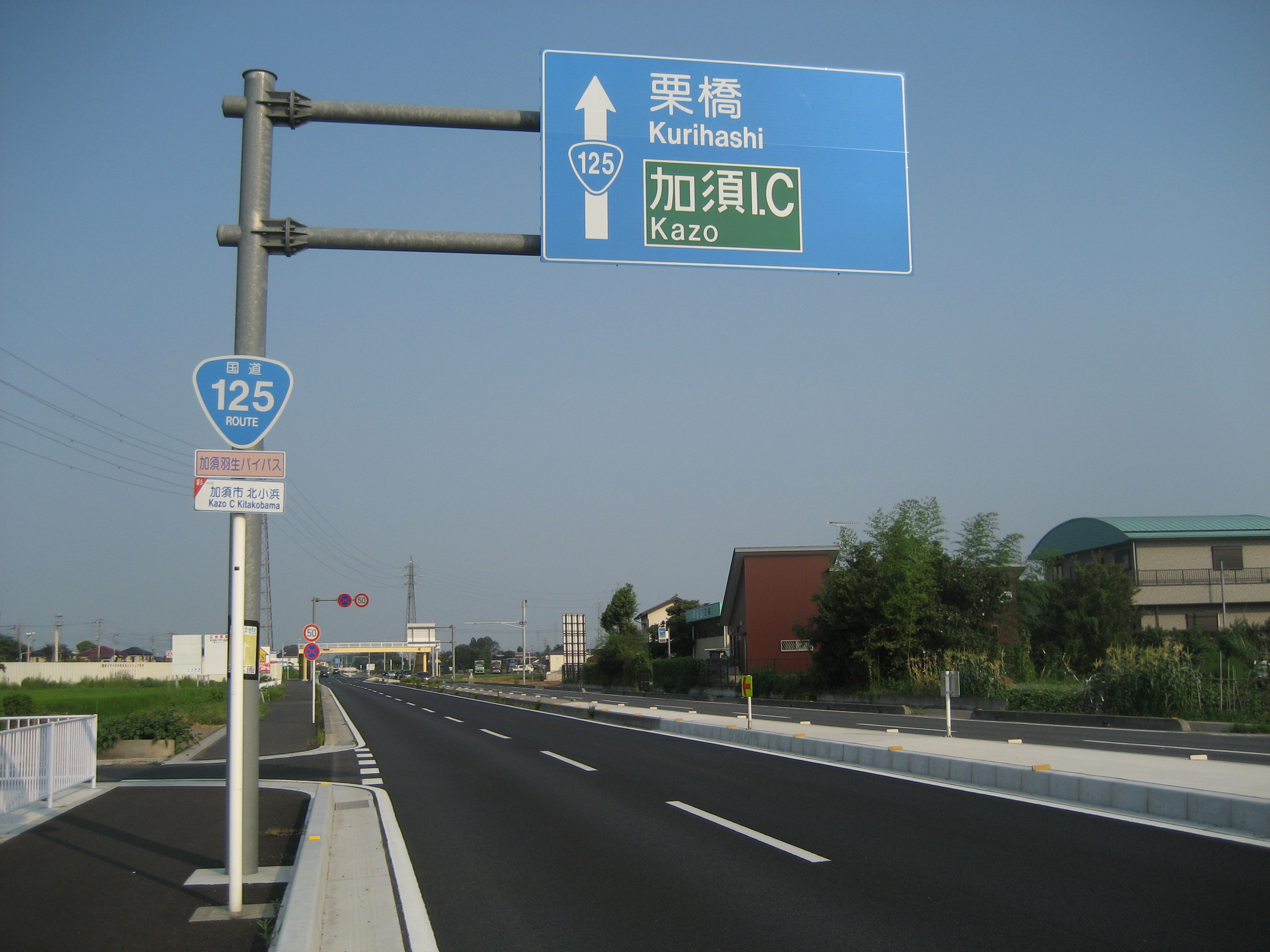
加須市北小浜 加須インターチェンジ方面（4車線化後）
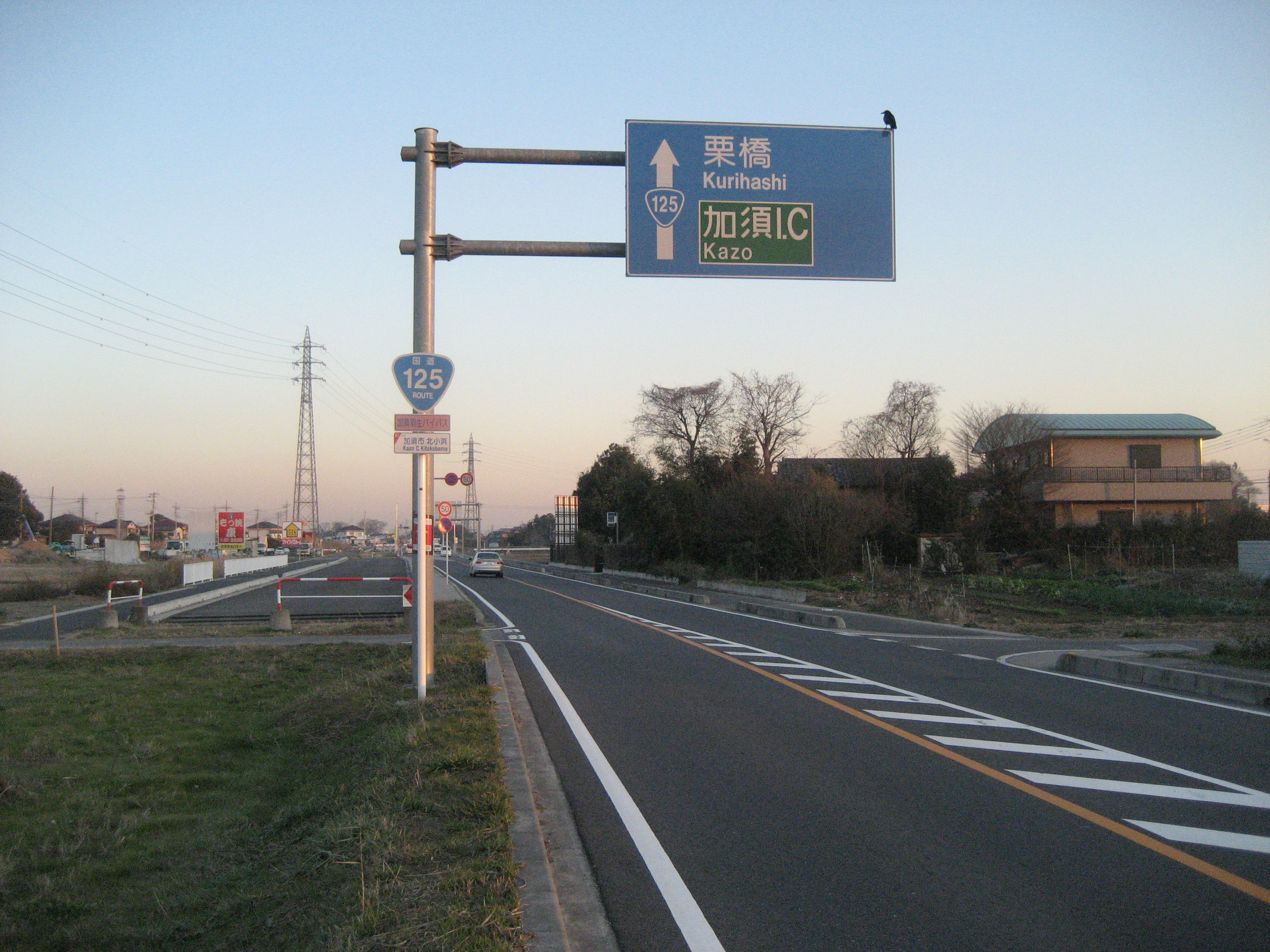
加須市北小浜 加須インターチェンジ方面（4車線化前）
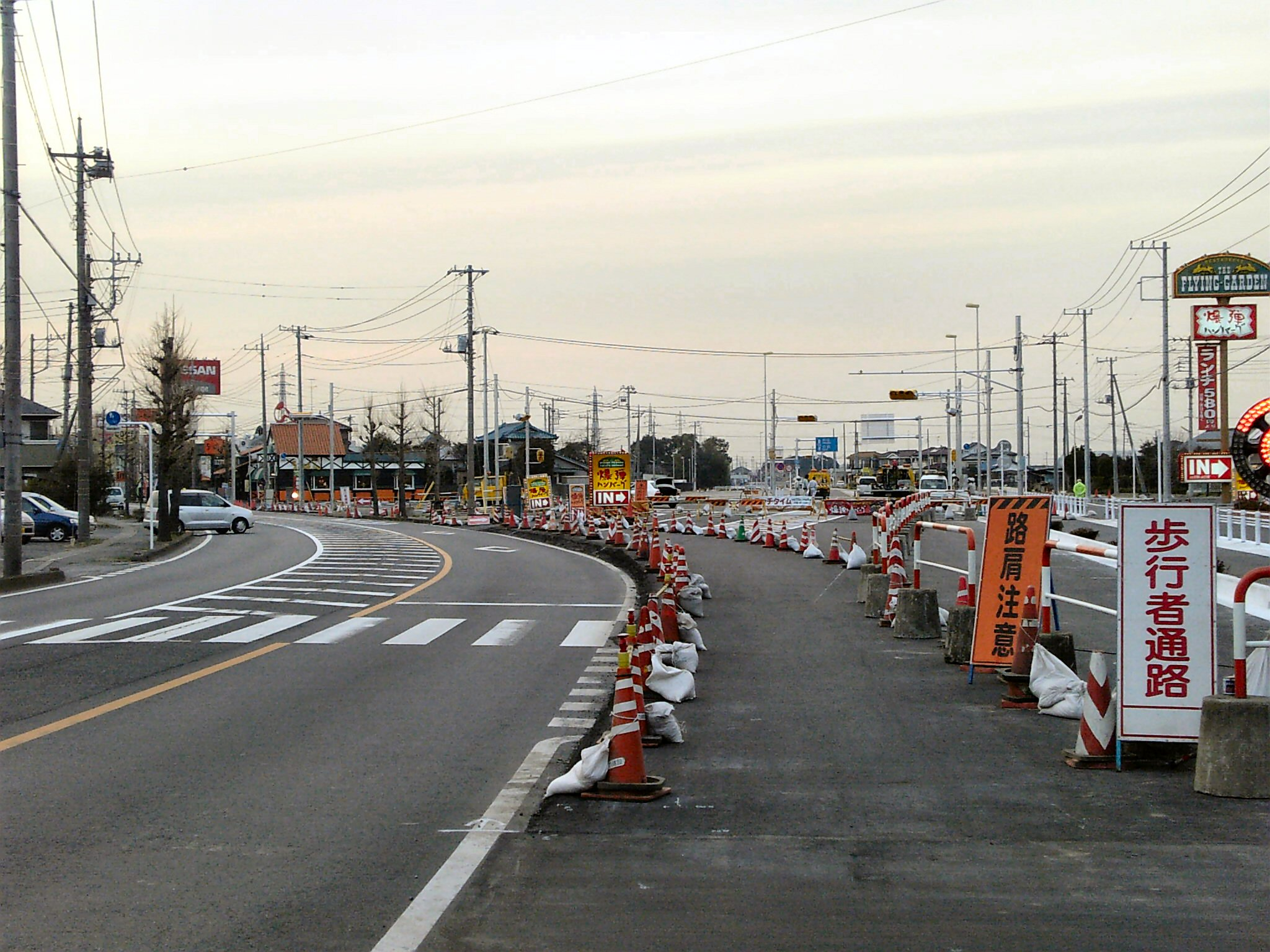
バイパス開通前の多門寺交差点付近。加須インターチェンジから羽生方面を望む。（2007年3月2日撮影） 左：加須バイパス（当時の125号現道）、右：加須羽生バイパス
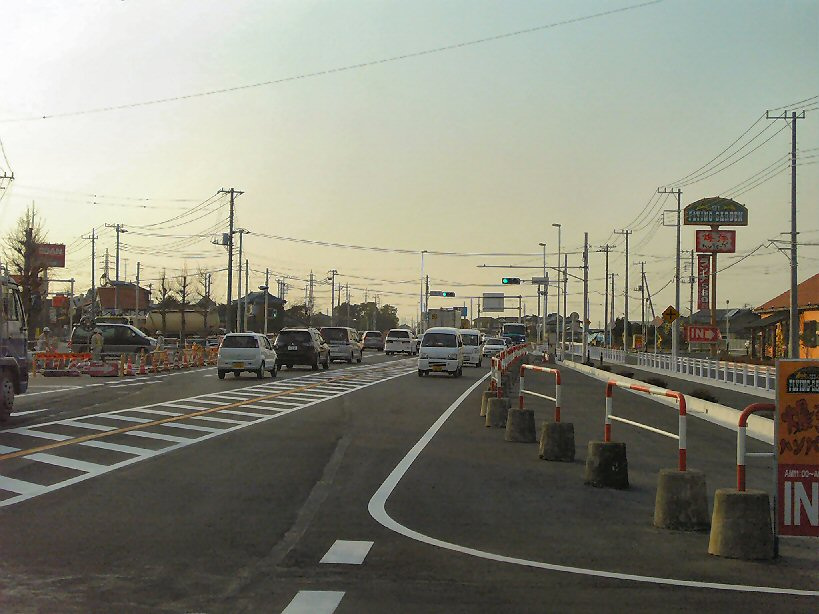
バイパス開通後の多門寺交差点付近。加須羽生バイパスが直進化された。現在は4車線化されている。（2007年3月16日撮影）
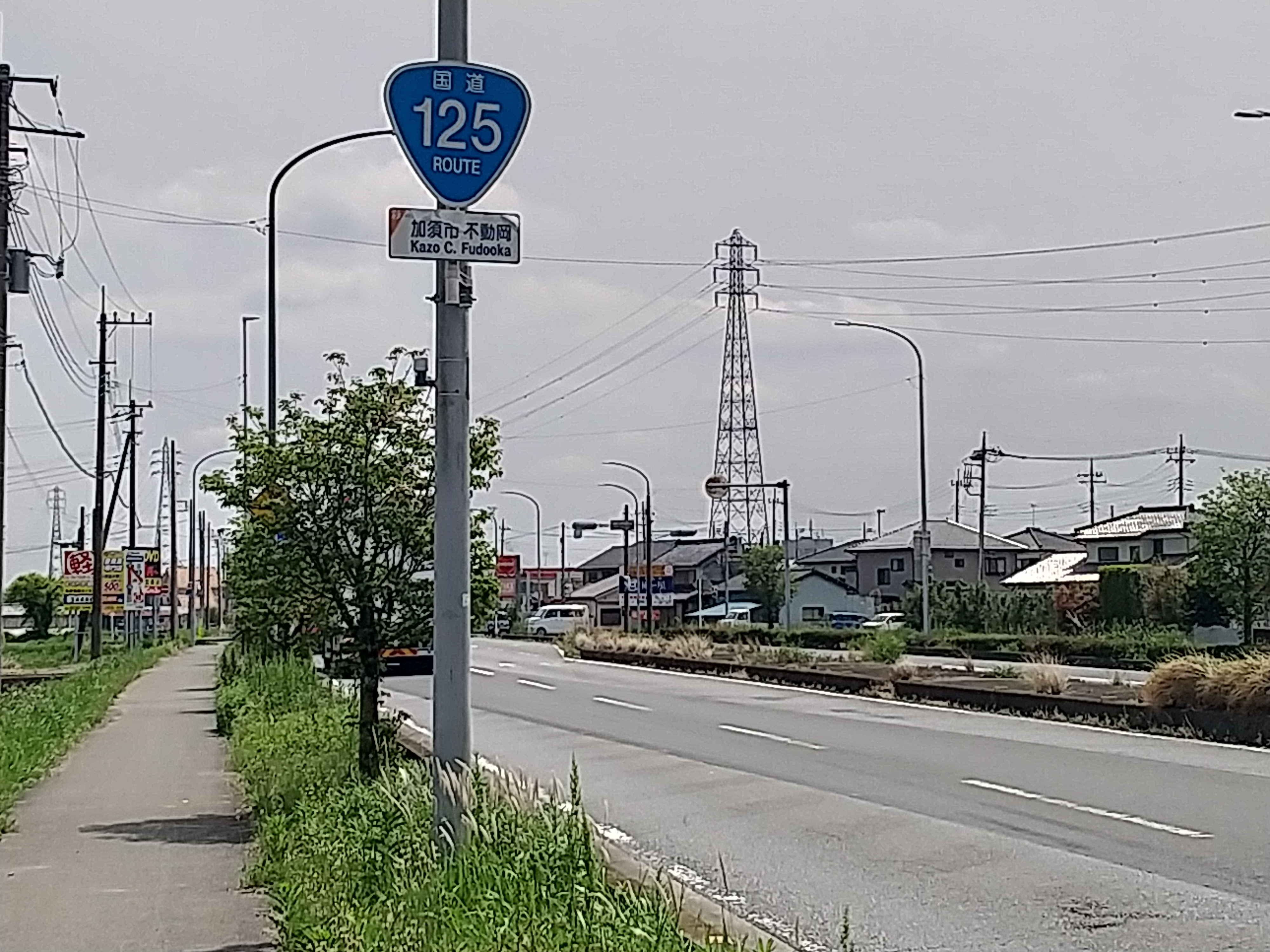
加須市不動岡付近
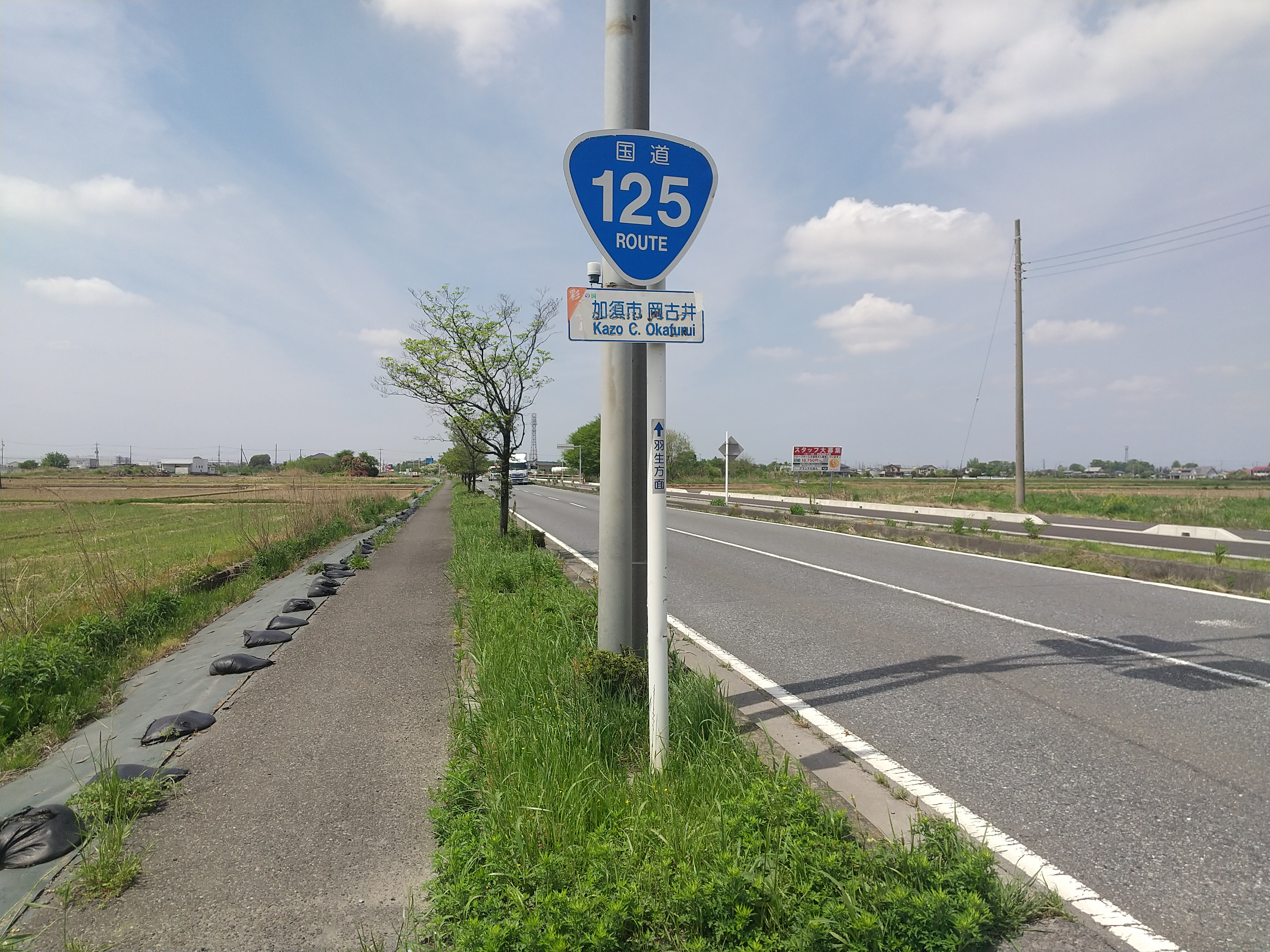
加須市岡古井付近
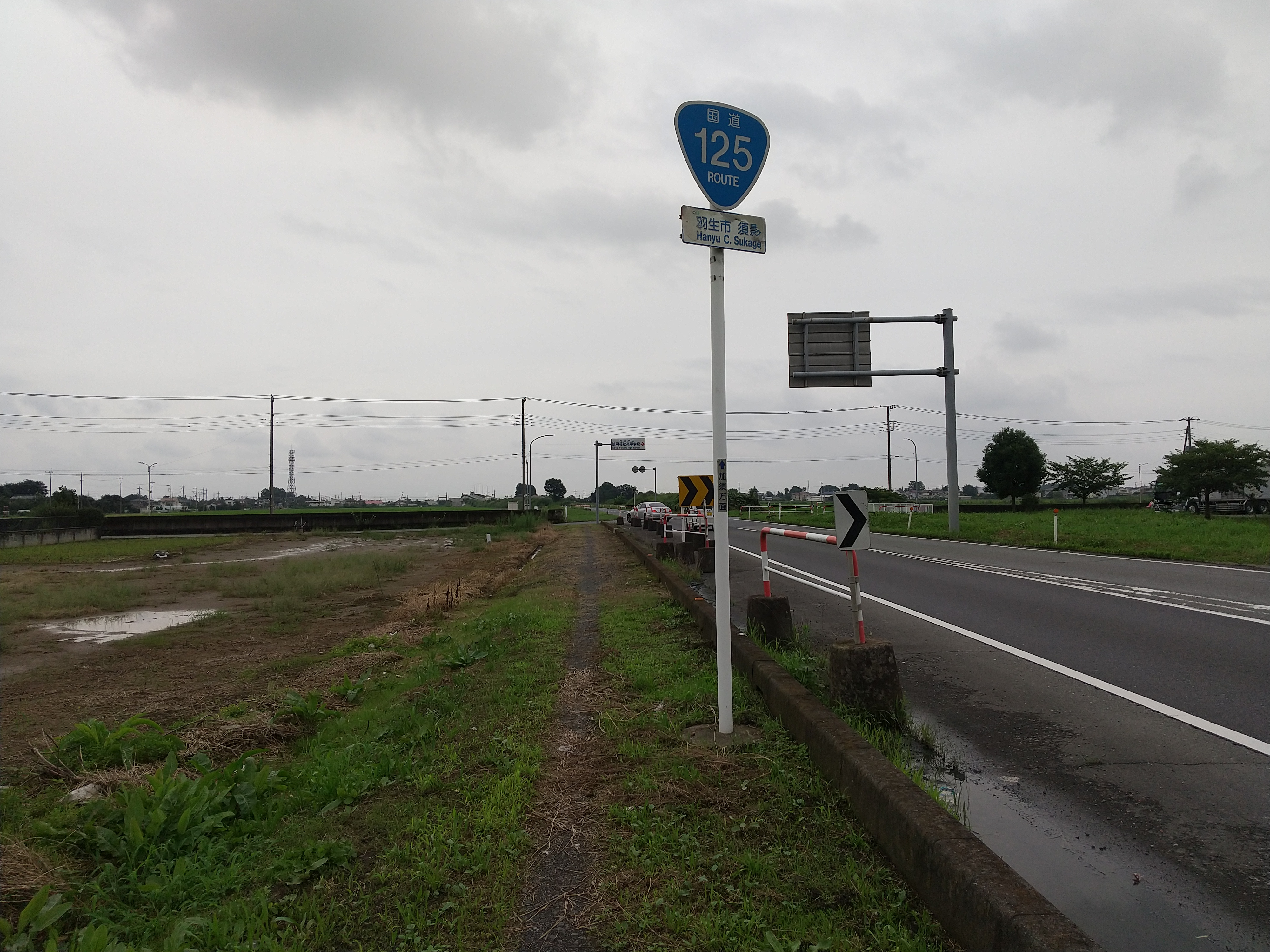
羽生市須影付近